# Muriel Baptiste
Muriel Baptiste, nom de scène d'Yvette Baptiste, née le 11 juillet 1943 à Lyon et morte le 7 septembre 1995 à Paris (18e arrondissement), est une actrice française.

## Biographie

### Premières années
Yvette Baptiste naît à Lyon le 11 juillet 1943, fille de Roger Baptiste (1915-1971) et de Mireille Renée Yvette Meunier (1922-1998). Ses parents divorcent le 22 mai 1951. D'un second mariage, sa mère met au monde Jérôme Gémine (1954-1991), demi-frère de Muriel.
Elle est élevée par sa tante puis envoyée en pension en Angleterre et en France. À dix ans, tentée par la danse elle entre comme petit rat au théâtre du Châtelet. À l'âge de 13 ans, un accident de ski remet en cause cette vocation. Elle veut devenir journaliste et intègre la rédaction de Paris Match comme secrétaire. Mais le métier la déçoit et elle démissionne. Devenue modèle pour des photographies de mode à l'agence Catherine Harlé, elle pose pour le journal Marie Claire.

### Carrière
Un producteur de cinéma italien la remarque. Le film envisagé ne se fera pas mais cette rencontre l'incite à devenir comédienne. Elle prend des cours avec l'acteur Yves Furet.
Sa carrière commence au théâtre, en 1965, avec la pièce Gigi. Elle a été choisie, parmi de nombreuses candidates, par la propre fille de Colette, Madame de Jouvenel. Le succès est immédiat. Elle monte de nouveau sur les planches, en 1969 dans Tchao ! de Marc-Gilbert Sauvajon, avec Pierre Brasseur, puis en 1971 dans Zoé de Jean Marsan.
Au cinéma, son premier film Déclic et des claques de Philippe Clair (1965), avec Annie Girardot, la cantonne dans un rôle mineur. Il en ira de même des Sultans (1966) de Jean Delannoy, avec Gina Lollobrigida, Louis Jourdan et Daniel Gélin, et du Mois le plus beau de Guy Blanc (1967) avec Georges Géret, Yves Rénier et Christian Marin. En 1967, elle interprète Martine Ogier, une élève de l'instituteur accusé de pédophilie qu'incarne Jacques Brel, dans Les Risques du métier, - Catherine Wagener, qui y joue aussi, connaîtra un destin similaire au sien. En 1971, elle tourne dans La Cavale de Michel Mitrani, d'après le roman d'Albertine Sarrazin. Elle y donne la réplique à Juliet Berto mais les séquences où elle apparaît seront coupées au montage.
Pendant une dizaine d'années, elle enchaîne pour la télévision feuilletons et téléfilms qui la propulsent au rang de vedette. Elle apparaît pour la première fois, en 1965, dans Quelle famille ! avec Danièle Évenou et Mary Marquet. En 1966, elle interprète le second rôle du téléfilm policier Plainte contre X de Philippe Ducrest. Son amitié avec Renée Saint-Cyr lui permet de décrocher l'année suivante un rôle de premier plan dans La Princesse du rail, où elle interprète la petite gitane Annunciata Vidal. La même année, elle tient le modeste rôle de Colette dans Les Chevaliers du ciel, aux côtés de Christian Marin et Jacques Santi. Elle a rencontré ce dernier sur le tournage de La Princesse du rail et partage alors sa vie.
On la voit encore en 1967 dans Par mesure de silence et Le Corso des tireurs de Philippe Ducrest, et Lucide Lucile de Jean-Paul Sassy. En 1970, elle incarne la princesse Hélène dans Lancelot du lac et joue dans La Double Vie de Mademoiselle de la Faille, épisode de la série Le Tribunal de l'impossible qui ne sera diffusé qu'en 1974. En 1971, elle apparaît dans Maigret aux assises avec Jean Richard.
L'année suivante, elle tourne dans Allo Juliette de Jacques Pierre, sur un scénario écrit par le duo Guy Grosso et Michel Modo, et Les Dernières Volontés de Richard Lagrange, un feuilleton suisse en 30 épisodes.
C'est dans la mini-série Les Rois maudits, diffusée à partir de la fin 1972, qu'elle trouve  son plus beau rôle. Dirigée par Claude Barma, elle incarne la princesse adultère Marguerite de Bourgogne. Dans la foulée de ce succès, elle joue au Théâtre des Variétés, à partir du 1er mars 1973, dans la pièce de Marcel Aymé Les Quatre Vérités mise en scène par René Clermont, aux côtés de Marthe Mercadier, Jacques Duby et Guy Pierauld.
Elle tourne encore pour la télévision, en 1973 dans Témoignages - Un  Grand peintre de Raymond Barrat et Le Premier Juré de Roger Burckhardt. Un an plus tard, elle apparaît dans Un curé de choc de Philippe Arnal et L'affaire Bernardy de Sigoyer de Régis Forissier, téléfilm diffusé le 6 mars 1974 où elle joue son dernier rôle.

### Oubli
Après 1974, elle ne trouve plus aucun emploi. Peu à peu, les professionnels et le public l'oublient. Seul Le Parisien libéré du 1er juillet 1977 cite son nom pour la rediffusion de la pièce Zoé. Elle tente de revenir au café-théâtre à la rentrée de 1977 mais le projet n'aboutit pas.
En janvier 1982, elle ouvre à Paris, près du métro Quatre-Septembre, une agence de casting baptisée Publicom, qui fait  faillite au bout de six mois. Expulsée de son appartement, elle travaille quelque temps dans un hôtel. Supportant mal son revers de fortune, elle sombre dans l'alcoolisme.
Le 13 octobre 1991, son frère utérin Jérôme Gémine succombe au sida.

### Décès
Elle décède seule le 7 septembre 1995, à son domicile parisien situé 12 rue Pierre-Budin (18e arrondissement). Découvert au bout de quatre jours, son corps est transporté à l'Institut médico-légal.
Elle est inhumée le 27 septembre 1995 au cimetière parisien de Pantin (115e division, 3e ligne, 2e tombe), sous son nom de naissance d'Yvette Baptiste.

#### Polémique
En 1995, Muriel Baptiste a rompu depuis longtemps tout contact avec le monde du spectacle. Ses voisins parisiens, tout comme l'épouse de son dernier compagnon Charles Delberghe, évoquent les conséquences fatales d'une cirrhose due à l'abus d'alcool.
Le 2 novembre 2005, le magazine Ici Paris publie une interview d'Hélène Duc par Mathieu Brughera. Interrogée sur un nouveau tournage des Rois maudits, la comédienne qui incarna la terrible tante Mahaut d'Artois affirme que son ancienne partenaire s'est suicidée. Mais dès le 20 février 2006, elle revient sur cette déclaration,, en précisant qu'elle a répété « de bonne foi » des faits connus « par ouï-dire ».
En janvier 2006, interviewé pour la rédaction d'une biographie consacrée à l'actrice, le producteur Henri Spade qualifie le décès de Muriel Baptiste de suicide par absorption de médicaments et d'alcool. Il reconnaît toutefois avoir perdu de vue la comédienne depuis 1966, soit 40 ans.
Le site Les gens du cinéma évoque un « probable suicide ».

## Théâtre
- 1965 : Gigi de Colette, mise en scène Jean-Michel Rouzière, Théâtre du Palais-Royal [14]
- 1969 : Tchao ! de Marc-Gilbert Sauvajon, mise en scène Jacques-Henri Duval, Théâtre Saint-Georges
- 1971 : Zoé de Jean Marsan
- 1973 : Les Quatre Vérités de Marcel Aymé, mise en scène René Clermont, Théâtre des Variétés[15]

## Filmographie

### Cinéma
- 1965 : Déclic et des claques de Philippe Clair [16]
- 1966 : Les Sultans de Jean Delannoy
- 1967 :
  - Le Mois le plus beau de Guy Blanc
  - Les Risques du métier d'André Cayatte : Martine Ogier
- 1971 : La Cavale de Michel Mitrani (séquences non retenues)

### Télévision
- 1965 : Quelle famille ! de Roger Pradines (feuilleton) : Martine Anodin
- 1966 : Plainte contre X de Philippe Ducrest (téléfilm) : Lisbeth
- 1967 : 
  - La Princesse du rail d'Henri Spade et Juliette Saint-Giniez (feuilleton) : Annunciata Vidal
  - Les Chevaliers du ciel de François Villiers (feuilleton) : Colette
  - Par mesure de silence de Philippe Ducrest (téléfilm) : Cynthia
  - Le Corso des tireurs de Philippe Ducrest : Babeth
  - Lucide Lucile de Jean-Paul Sassy (téléfilm) : Agnès
- 1970 : Lancelot du lac de Claude Santelli (téléfilm) : la princesse Hélène
- 1971 :
  - Au théâtre ce soir : Zoé de Jean Marsan, mise en scène de l'auteur, réalisation Pierre Sabbagh, Théâtre Marigny
  - Les Enquêtes du commissaire Maigret de Marcel Cravenne, épisode Maigret aux assises : Ginette Meurant
- 1972 :
  - Allo Juliette de Jacques Pierre (téléfilm) : Sophie Ponthiviers
  - Les Dernières Volontés de Richard Lagrange de Roger Burckhardt
  - Les Rois maudits (épisodes « Le Roi de fer » et « La Reine étranglée ») - Marguerite de Bourgogne, reine de Navarre[17]
- 1973 :
  - Témoignages - Un Grand peintre de Raymond Barrat (téléfilm) : Mathilda
  - Le premier juré de Roger Burckhardt : Pierrette Vanier
- 1974 :
  - Le Tribunal de l'impossible, épisode La Double vie de Mademoiselle de la Faille de Michel Subiela : rôle-titre[18]
  - Un Curé de choc - Le Marié s'envole de Philippe Arnal (série) : Sonia
  - L'Affaire Bernardy de Sigoyer de Régis Forissier (téléfilm) : Irène Leblond